# Tournoi de tennis d'Estoril
Pour les articles homonymes, voir Estoril (homonymie) et Open du Portugal.
Le Tournoi d'Estoril (Portugal) est un tournoi de tennis professionnel masculin (ATP) et féminin (WTA), joué sur terre battue.
L'épreuve féminine a été disputée de 1989 à 2014 (avec toutefois une interruption de 1991 à 1998). Elle reprend lors de la saison 2024 en catégorie WTA 125.
Le tournoi masculin (classé ATP 250) se tient quant à lui chaque année depuis 1990. En 2015, par manque de partenariat, l'organisation est reprise par l'ancien joueur de tennis néerlandais Benno van Veggel et l'agent sportif portugais Jorge Mendes,,,. Le tournoi se tient dans le complexe sportif du club de tennis d'Estoril à Cascais.

## Palmarès messieurs

### Simple
| No | Date       | Nom et lieu du tournoi          | Catégorie    | Dotation  | Surface      | Vainqueur             | Finaliste           | Score          |         |
| -- | ---------- | ------------------------------- | ------------ | --------- | ------------ | --------------------- | ------------------- | -------------- | ------- |
| 1  | 02-04-1990 | Estoril Open, Estoril           | World Series | 225 000 $ | Terre (ext.) | Emilio Sánchez        | Franco Davín        | 6-3, 6-1       |         |
| 2  | 01-04-1991 | Estoril Open, Estoril           | World Series | 337 500 $ | Terre (ext.) | Sergi Bruguera        | Karel Nováček       | 7-67, 6-1      |         |
| 3  | 30-03-1992 | Estoril Open, Estoril           | World Series | 465 000 $ | Terre (ext.) | Carlos Costa          | Sergi Bruguera      | 4-6, 6-2, 6-2  |         |
| 4  | 29-03-1993 | Estoril Open, Estoril           | World Series | 500 000 $ | Terre (ext.) | Andreï Medvedev       | Karel Nováček       | 6-4, 6-2       |         |
| 5  | 28-03-1994 | Estoril Open, Estoril           | World Series | 500 000 $ | Terre (ext.) | Carlos Costa          | Andreï Medvedev     | 4-6, 7-5, 6-4  |         |
| 6  | 03-04-1995 | Estoril Open, Estoril           | World Series | 550 000 $ | Terre (ext.) | Thomas Muster         | Albert Costa        | 6-4, 6-2       |         |
| 7  | 08-04-1996 | Estoril Open, Estoril           | World Series | 600 000 $ | Terre (ext.) | Thomas Muster         | Andrea Gaudenzi     | 7-64, 6-4      |         |
| 8  | 07-04-1997 | Estoril Open, Estoril           | World Series | 600 000 $ | Terre (ext.) | Àlex Corretja         | Francisco Clavet    | 6-3, 7-5       |         |
| 9  | 06-04-1998 | Estoril Open, Estoril           | Int' Series  | 600 000 $ | Terre (ext.) | Alberto Berasategui   | Thomas Muster       | 3-6, 6-1, 6-3  |         |
| 10 | 05-04-1999 | Estoril Open, Estoril           | Int' Series  | 600 000 $ | Terre (ext.) | Albert Costa          | Todd Martin         | 7-64, 2-6, 6-3 |         |
| 11 | 10-04-2000 | Estoril Open, Estoril           | Int' Series  | 600 000 $ | Terre (ext.) | Carlos Moyà           | Francisco Clavet    | 6-3, 6-2       |         |
| 12 | 09-04-2001 | Estoril Open, Estoril           | Int' Series  | 600 000 $ | Terre (ext.) | Juan Carlos Ferrero   | Félix Mantilla      | 7-63, 4-6, 6-3 |         |
| 13 | 08-04-2002 | Estoril Open, Estoril           | Int' Series  | 595 000 $ | Terre (ext.) | David Nalbandian      | Jarkko Nieminen     | 6-4, 7-65      | Tableau |
| 14 | 07-04-2003 | Estoril Open, Estoril           | Int' Series  | 500 000 $ | Terre (ext.) | Nikolay Davydenko     | Agustín Calleri     | 6-4, 6-3       | Tableau |
| 15 | 12-04-2004 | Estoril Open, Estoril           | Int' Series  | 500 000 $ | Terre (ext.) | Juan Ignacio Chela    | Marat Safin         | 62-7, 6-3, 6-3 | Tableau |
| 16 | 25-04-2005 | Estoril Open, Estoril           | Int' Series  | 600 000 $ | Terre (ext.) | Gastón Gaudio         | Tommy Robredo       | 6-1, 2-6, 6-1  | Tableau |
| 17 | 01-05-2006 | Estoril Open, Estoril           | Int' Series  | 600 000 $ | Terre (ext.) | David Nalbandian      | Nikolay Davydenko   | 6-3, 6-4       | Tableau |
| 18 | 30-04-2007 | Estoril Open, Estoril           | Int' Series  | 600 000 $ | Terre (ext.) | Novak Djokovic        | Richard Gasquet     | 7-67, 0-6, 6-1 | Tableau |
| 19 | 14-04-2008 | Estoril Open, Estoril           | Int' Series  | 349 000 € | Terre (ext.) | Roger Federer         | Nikolay Davydenko   | 7-65, 1-2, ab. | Tableau |
| 20 | 04-05-2009 | Estoril Open, Estoril           | ATP 250      | 398 250 € | Terre (ext.) | Albert Montañés       | James Blake         | 5-7, 7-66, 6-0 | Tableau |
| 21 | 03-05-2010 | Estoril Open, Estoril           | ATP 250      | 398 250 € | Terre (ext.) | Albert Montañés       | Frederico Gil       | 6-2, 64-7, 7-5 | Tableau |
| 22 | 25-04-2011 | Estoril Open, Estoril           | ATP 250      | 398 250 € | Terre (ext.) | Juan Martín del Potro | Fernando Verdasco   | 6-2, 6-2       | Tableau |
| 23 | 30-04-2012 | Estoril Open, Estoril           | ATP 250      | 398 250 € | Terre (ext.) | Juan Martín del Potro | Richard Gasquet     | 6-4, 6-2       | Tableau |
| 24 | 29-04-2013 | Portugal Open, Oeiras           | ATP 250      | 410 200 € | Terre (ext.) | Stanislas Wawrinka    | David Ferrer        | 6-1, 6-4       | Tableau |
| 25 | 28-04-2014 | Portugal Open, Oeiras           | ATP 250      | 426 605 € | Terre (ext.) | Carlos Berlocq        | Tomáš Berdych       | 0-6, 7-5, 6-1  | Tableau |
| 26 | 27-04-2015 | Millenium Estoril Open, Estoril | ATP 250      | 439 405 € | Terre (ext.) | Richard Gasquet       | Nick Kyrgios        | 6-3, 6-2       | Tableau |
| 27 | 25-04-2016 | Millenium Estoril Open, Estoril | ATP 250      | 463 520 € | Terre (ext.) | Nicolás Almagro       | Pablo Carreño-Busta | 6-7, 7-65, 6-3 | Tableau |
| 28 | 01-05-2017 | Millenium Estoril Open, Estoril | ATP 250      | 482 060 € | Terre (ext.) | Pablo Carreño-Busta   | Gilles Müller       | 6-2, 7-65      | Tableau |
| 29 | 30-04-2018 | Millenium Estoril Open, Estoril | ATP 250      | 501 345 € | Terre (ext.) | João Sousa            | Frances Tiafoe      | 6-4, 6-4       | Tableau |
| 30 | 29-04-2019 | Millenium Estoril Open, Estoril | ATP 250      | 524 340 € | Terre (ext.) | Stéfanos Tsitsipás    | Pablo Cuevas        | 6-3, 7-64      | Tableau |
| 31 | 26-04-2021 | Millenium Estoril Open, Estoril | ATP 250      | 419 470 € | Terre (ext.) | Albert Ramos-Viñolas  | Cameron Norrie      | 4-6, 6-3, 7-63 | Tableau |
| 32 | 25-04-2022 | Millenium Estoril Open, Estoril | ATP 250      | 534 555 € | Terre (ext.) | Sebastián Báez        | Frances Tiafoe      | 6-3, 6-2       | Tableau |
| 33 | 03-04-2023 | Millenium Estoril Open, Estoril | ATP 250      | 562 815 € | Terre (ext.) | Casper Ruud           | Miomir Kecmanović   | 6-2, 7-63      | Tableau |
| 34 | 01-04-2024 | Millenium Estoril Open, Estoril | ATP 250      | 579 320 € | Terre (ext.) | Hubert Hurkacz        | Pedro Martínez      | 6-3, 6-4       | Tableau |

### Double
| No | Date       | Nom et lieu du tournoi          | Catégorie    | Dotation  | Surface      | Vainqueurs                             | Finalistes                             | Score             |         |
| -- | ---------- | ------------------------------- | ------------ | --------- | ------------ | -------------------------------------- | -------------------------------------- | ----------------- | ------- |
| 1  | 02-04-1990 | Estoril Open, Estoril           | World Series | 225 000 $ | Terre (ext.) | Sergio Casal Emilio Sánchez            | Omar Camporese Paolo Canè              | 7-5, 4-6, 7-5     |         |
| 2  | 01-04-1991 | Estoril Open, Estoril           | World Series | 337 500 $ | Terre (ext.) | Paul Haarhuis Mark Koevermans          | Tom Nijssen Cyril Suk                  | 6-3, 6-3          |         |
| 3  | 30-03-1992 | Estoril Open, Estoril           | World Series | 465 000 $ | Terre (ext.) | Hendrik Jan Davids Libor Pimek         | Luke Jensen Laurie Warder              | 3-6, 6-3, 7-5     |         |
| 4  | 29-03-1993 | Estoril Open, Estoril           | World Series | 500 000 $ | Terre (ext.) | David Adams Andreï Olhovskiy           | Menno Oosting Udo Riglewski            | 6-3, 7-5          |         |
| 5  | 28-03-1994 | Estoril Open, Estoril           | World Series | 500 000 $ | Terre (ext.) | Cristian Brandi Federico Mordegan      | Richard Krajicek Menno Oosting         | Forfait           |         |
| 6  | 03-04-1995 | Estoril Open, Estoril           | World Series | 550 000 $ | Terre (ext.) | Ievgueni Kafelnikov Andreï Olhovskiy   | Marc-Kevin Goellner Diego Nargiso      | 5-7, 7-5, 6-2     |         |
| 7  | 08-04-1996 | Estoril Open, Estoril           | World Series | 600 000 $ | Terre (ext.) | Tomás Carbonell Francisco Roig         | Tom Nijssen Greg Van Emburgh           | 6-3, 6-2          |         |
| 8  | 07-04-1997 | Estoril Open, Estoril           | World Series | 600 000 $ | Terre (ext.) | Gustavo Kuerten Fernando Meligeni      | Andrea Gaudenzi Filippo Messori        | 6-2, 6-2          |         |
| 9  | 06-04-1998 | Estoril Open, Estoril           | Int' Series  | 600 000 $ | Terre (ext.) | Donald Johnson Francisco Montana       | David Roditi Fernon Wibier             | 6-1, 2-6, 6-1     |         |
| 10 | 05-04-1999 | Estoril Open, Estoril           | Int' Series  | 600 000 $ | Terre (ext.) | Tomás Carbonell Donald Johnson         | Jiří Novák David Rikl                  | 6-3, 2-6, 6-1     |         |
| 11 | 10-04-2000 | Estoril Open, Estoril           | Int' Series  | 600 000 $ | Terre (ext.) | Donald Johnson Piet Norval             | David Adams Joshua Eagle               | 6-4, 7-5          |         |
| 12 | 09-04-2001 | Estoril Open, Estoril           | Int' Series  | 600 000 $ | Terre (ext.) | Radek Štěpánek Michal Tabara           | Donald Johnson Nenad Zimonjić          | 6-4, 6-1          |         |
| 13 | 08-04-2002 | Estoril Open, Estoril           | Int' Series  | 595 000 $ | Terre (ext.) | Karsten Braasch Andreï Olhovskiy       | Simon Aspelin Andrew Kratzmann         | 6-3, 6-3          | Tableau |
| 14 | 07-04-2003 | Estoril Open, Estoril           | Int' Series  | 500 000 $ | Terre (ext.) | Mahesh Bhupathi Max Mirnyi             | Lucas Arnold Ker Mariano Hood          | 6-1, 6-2          | Tableau |
| 15 | 12-04-2004 | Estoril Open, Estoril           | Int' Series  | 500 000 $ | Terre (ext.) | Juan Ignacio Chela Gastón Gaudio       | František Čermák Leoš Friedl           | 6-2, 6-1          | Tableau |
| 16 | 25-04-2005 | Estoril Open, Estoril           | Int' Series  | 600 000 $ | Terre (ext.) | František Čermák Leoš Friedl           | Juan Ignacio Chela Tommy Robredo       | 6-3, 6-4          | Tableau |
| 17 | 01-05-2006 | Estoril Open, Estoril           | Int' Series  | 600 000 $ | Terre (ext.) | Lukáš Dlouhý Pavel Vízner              | Lucas Arnold Ker Leoš Friedl           | 6-3, 6-1          | Tableau |
| 18 | 30-04-2007 | Estoril Open, Estoril           | Int' Series  | 600 000 $ | Terre (ext.) | Marcelo Melo André Sá                  | Martín García Sebastián Prieto         | 3-6, 6-2, [10-6]  | Tableau |
| 19 | 14-04-2008 | Estoril Open, Estoril           | Int' Series  | 349 000 € | Terre (ext.) | Jeff Coetzee Wesley Moodie             | Jamie Murray Kevin Ullyett             | 6-2, 4-6, [10-8]  | Tableau |
| 20 | 04-05-2009 | Estoril Open, Estoril           | ATP 250      | 398 250 € | Terre (ext.) | Eric Butorac Scott Lipsky              | Martin Damm Robert Lindstedt           | 6-3, 6-2          | Tableau |
| 21 | 03-05-2010 | Estoril Open, Estoril           | ATP 250      | 398 250 € | Terre (ext.) | Marc López David Marrero               | Pablo Cuevas Marcel Granollers         | 61-7, 6-4, [10-4] | Tableau |
| 22 | 25-04-2011 | Estoril Open, Estoril           | ATP 250      | 398 250 € | Terre (ext.) | Eric Butorac Jean-Julien Rojer         | Marc López David Marrero               | 6-3, 6-4          | Tableau |
| 23 | 30-04-2012 | Estoril Open, Estoril           | ATP 250      | 398 250 € | Terre (ext.) | Aisam-Ul-Haq Qureshi Jean-Julien Rojer | Julian Knowle David Marrero            | 7-5, 7-5          | Tableau |
| 24 | 29-04-2013 | Portugal Open, Oeiras           | ATP 250      | 410 200 € | Terre (ext.) | Santiago González Scott Lipsky         | Aisam-Ul-Haq Qureshi Jean-Julien Rojer | 6-3, 4-6, [10-7]  | Tableau |
| 25 | 28-04-2014 | Portugal Open, Oeiras           | ATP 250      | 426 605 € | Terre (ext.) | Santiago González Scott Lipsky         | Pablo Cuevas David Marrero             | 6-3, 3-6, [10-8]  | Tableau |
| 26 | 27-04-2015 | Millenium Estoril Open, Estoril | ATP 250      | 439 405 € | Terre (ext.) | Treat Conrad Huey Scott Lipsky         | Marc López David Marrero               | 6-1, 6-4          | Tableau |
| 27 | 25-04-2016 | Millenium Estoril Open, Estoril | ATP 250      | 463 520 € | Terre (ext.) | Eric Butorac Scott Lipsky              | Łukasz Kubot Marcin Matkowski          | 6-4, 3-6, [10-8]  | Tableau |
| 28 | 01-05-2017 | Millenium Estoril Open, Estoril | ATP 250      | 482 060 € | Terre (ext.) | Ryan Harrison Michael Venus            | David Marrero Tommy Robredo            | 7-5, 6-2          | Tableau |
| 29 | 30-04-2018 | Millenium Estoril Open, Estoril | ATP 250      | 501 345 € | Terre (ext.) | Kyle Edmund Cameron Norrie             | Wesley Koolhof Artem Sitak             | 6-4, 6-2          | Tableau |
| 30 | 29-04-2019 | Millenium Estoril Open, Estoril | ATP 250      | 524 340 € | Terre (ext.) | Jérémy Chardy Fabrice Martin           | Luke Bambridge Jonny O'Mara            | 7-5, 7-63         | Tableau |
| 31 | 26-04-2021 | Millenium Estoril Open, Estoril | ATP 250      | 419 470 € | Terre (ext.) | Hugo Nys Tim Pütz                      | Luke Bambridge Dominic Inglot          | 7-5, 3-6, [10-3]  | Tableau |
| 32 | 25-04-2022 | Millenium Estoril Open, Estoril | ATP 250      | 534 555 € | Terre (ext.) | Nuno Borges Francisco Cabral           | Máximo González André Göransson        | 6-2, 6-3          | Tableau |
| 33 | 03-04-2023 | Millenium Estoril Open, Estoril | ATP 250      | 562 815 € | Terre (ext.) | Sander Gillé Joran Vliegen             | Nikola Čačić Miomir Kecmanović         | 6-3, 6-4          | Tableau |
| 34 | 01-04-2024 | Millenium Estoril Open, Estoril | ATP 250      | 579 320 € | Terre (ext.) | Gonzalo Escobar Aleksandr Nedovyesov   | Sadio Doumbia Fabien Reboul            | 7-5, 6-2          | Tableau |

## Palmarès dames

### Simple
| No | Date       | Nom et lieu du tournoi       | Catégorie      | Dotation       | Surface        | Vainqueure           | Finaliste              | Score          |                |
| -- | ---------- | ---------------------------- | -------------- | -------------- | -------------- | -------------------- | ---------------------- | -------------- | -------------- |
| 1  | 17-07-1989 | Estoril Open, Estoril        | Tier V         | 100 000 $      | Terre (ext.)   | Isabel Cueto         | Sandra Cecchini        | 7-6, 6-2       | Tableau        |
| 2  | 16-07-1990 | Estoril Ladies Open, Estoril | Tier V         | 100 000 $      | Terre (ext.)   | Federica Bonsignori  | Laura Garrone          | 2-6, 6-3, 6-3  | Tableau        |
|    | 1991-1998  | Pas de tournoi               | Pas de tournoi | Pas de tournoi | Pas de tournoi | Pas de tournoi       | Pas de tournoi         | Pas de tournoi | Pas de tournoi |
| 3  | 05-04-1999 | Estoril Open, Lisbonne       | Tier IVa       | 140 000 $      | Terre (ext.)   | Katarina Srebotnik   | Rita Kuti-Kis          | 6-3, 6-1       | Tableau        |
| 4  | 10-04-2000 | Estoril Open, Lisbonne       | Tier IVa       | 140 000 $      | Terre (ext.)   | Anke Huber           | Nathalie Dechy         | 6-2, 1-6, 7-5  | Tableau        |
| 5  | 09-04-2001 | Estoril Open, Estoril        | Tier IV        | 140 000 $      | Terre (ext.)   | Angeles Montolio     | Elena Bovina           | 3-6, 6-3, 6-2  | Tableau        |
| 6  | 08-04-2002 | Estoril Open, Estoril        | Tier IV        | 140 000 $      | Terre (ext.)   | Magüi Serna          | Anca Barna             | 6-4, 6-2       | Tableau        |
| 7  | 07-04-2003 | Estoril Open, Estoril        | Tier IV        | 140 000 $      | Terre (ext.)   | Magüi Serna          | Julia Schruff          | 6-4, 6-1       | Tableau        |
| 8  | 12-04-2004 | Estoril Open, Estoril        | Tier V         | 110 000 $      | Terre (ext.)   | Émilie Loit          | Iveta Benešová         | 7-5, 7-61      | Tableau        |
| 9  | 25-04-2005 | Estoril Open, Estoril        | Tier IV        | 140 000 $      | Terre (ext.)   | Lucie Šafářová       | Li Na                  | 6-74, 6-4, 6-3 | Tableau        |
| 10 | 01-05-2006 | Estoril Open, Estoril        | Tier IV        | 145 000 $      | Terre (ext.)   | Zheng Jie            | Li Na                  | 6-75, 7-5, ab. | Tableau        |
| 11 | 30-04-2007 | Estoril Open, Estoril        | Tier IV        | 145 000 $      | Terre (ext.)   | Gréta Arn            | Victoria Azarenka      | 2-6, 6-1, 7-63 | Tableau        |
| 12 | 14-04-2008 | Estoril Open, Estoril        | Tier IV        | 145 000 $      | Terre (ext.)   | Maria Kirilenko      | Iveta Benešová         | 6-4, 6-2       | Tableau        |
| 13 | 04-05-2009 | Estoril Open, Estoril        | Intern'l       | 220 000 $      | Terre (ext.)   | Yanina Wickmayer     | Ekaterina Makarova     | 7-5, 6-2       | Tableau        |
| 14 | 03-05-2010 | Estoril Open, Estoril        | Intern'l       | 220 000 $      | Terre (ext.)   | Anastasija Sevastova | Arantxa Parra Santonja | 6-2, 7-5       | Tableau        |
| 15 | 25-04-2011 | Estoril Open, Estoril        | Intern'l       | 220 000 $      | Terre (ext.)   | Anabel Medina        | Kristina Barrois       | 6-1, 6-2       | Tableau        |
| 16 | 30-04-2012 | Estoril Open, Estoril        | Intern'l       | 220 000 $      | Terre (ext.)   | Kaia Kanepi          | Carla Suárez Navarro   | 3-6, 7-66, 6-4 | Tableau        |
| 17 | 29-04-2013 | Portugal Open, Oeiras        | Intern'l       | 235 000 $      | Terre (ext.)   | A. Pavlyuchenkova    | Carla Suárez Navarro   | 7-5, 6-2       | Tableau        |
| 18 | 28-04-2014 | Portugal Open, Oeiras        | Intern'l       | 250 000 $      | Terre (ext.)   | Carla Suárez Navarro | Svetlana Kuznetsova    | 6-4, 3-6, 6-4  | Tableau        |
|    | 2015-2023  | Pas de tournoi               | Pas de tournoi | Pas de tournoi | Pas de tournoi | Pas de tournoi       | Pas de tournoi         | Pas de tournoi | Pas de tournoi |
| 19 | 15-04-2024 | Oeiras Ladies Open, Oeiras   | WTA 125        | 115 000 $      | Terre (ext.)   | Suzan Lamens         | Clara Tauson           | 6-4, 5-7, 6-4  | Tableau        |
| 20 | 14-04-2025 | Oeiras Ladies Open, Oeiras   | WTA 125        | 115 000 $      | Terre (ext.)   | Dalma Gálfi          | Katie Volynets         | 4-6, 6-1, 6-2  | Tableau        |

### Double
| No | Date       | Nom et lieu du tournoi      | Catégorie      | Dotation       | Surface        | Vainqueures                             | Finalistes                                    | Score            |                |
| -- | ---------- | --------------------------- | -------------- | -------------- | -------------- | --------------------------------------- | --------------------------------------------- | ---------------- | -------------- |
| 1  | 17-07-1989 | Estoril Open Estoril        | Tier V         | 100 000 $      | Terre (ext.)   | Iva Budařová Regina Kordová             | Gabriela Castro Conchita Martínez             | 6-2, 6-4         | Tableau        |
| 2  | 16-07-1990 | Estoril Ladies Open Estoril | Tier V         | 100 000 $      | Terre (ext.)   | Sandra Cecchini Patricia Tarabini       | Carin Bakkum Nicole Jagerman                  | 1-6, 6-2, 6-3    | Tableau        |
| 3  | 05-04-1999 | Estoril Open Lisbonne       | Tier IVa       | 140 000 $      | Terre (ext.)   | Alicia Ortuno Cristina Torrens          | Anna Foldenyi-Dicker Rita Kuti-Kis            | 7-6, 3-6, 6-3    | Tableau        |
| 4  | 10-04-2000 | Estoril Open Lisbonne       | Tier IVa       | 140 000 $      | Terre (ext.)   | Tina Križan Katarina Srebotnik          | Amanda Hopmans Cristina Torrens               | 6-0, 7-69        | Tableau        |
| 5  | 09-04-2001 | Estoril Open Estoril        | Tier IV        | 140 000 $      | Terre (ext.)   | Květa Hrdličková Barbara Rittner        | Tina Križan Katarina Srebotnik                | 3-6, 7-5, 6-1    | Tableau        |
| 6  | 08-04-2002 | Estoril Open Estoril        | Tier IV        | 140 000 $      | Terre (ext.)   | Elena Bovina Zsofia Gubacsi             | Barbara Rittner María Vento-Kabchi            | 6-3, 6-1         | Tableau        |
| 7  | 07-04-2003 | Estoril Open Estoril        | Tier IV        | 140 000 $      | Terre (ext.)   | Petra Mandula Patricia Wartusch         | Maret Ani Emmanuelle Gagliardi                | 6-73, 7-63, 6-2  | Tableau        |
| 8  | 12-04-2004 | Estoril Open Estoril        | Tier V         | 110 000 $      | Terre (ext.)   | Emmanuelle Gagliardi Janette Husárová   | Olga Blahotová Gabriela Navrátilová           | 6-3, 6-2         | Tableau        |
| 9  | 25-04-2005 | Estoril Open Estoril        | Tier IV        | 140 000 $      | Terre (ext.)   | Li Ting Sun Tiantian                    | Michaëlla Krajicek Henrieta Nagyová           | 6-3, 6-1         | Tableau        |
| 10 | 01-05-2006 | Estoril Open Estoril        | Tier IV        | 145 000 $      | Terre (ext.)   | Li Ting Sun Tiantian                    | Gisela Dulko María Antonia Sánchez            | 6-2, 6-2         | Tableau        |
| 11 | 30-04-2007 | Estoril Open Estoril        | Tier IV        | 145 000 $      | Terre (ext.)   | Andreea Ehritt-Vanc Anastasia Rodionova | Lourdes Domínguez Lino Arantxa Parra Santonja | 6-3, 6-2         | Tableau        |
| 12 | 14-04-2008 | Estoril Open Estoril        | Tier IV        | 145 000 $      | Terre (ext.)   | Maria Kirilenko Flavia Pennetta         | Mervana Jugić-Salkić İpek Şenoğlu             | 6-4, 6-4         | Tableau        |
| 13 | 04-05-2009 | Estoril Open Estoril        | Intern'l       | 220 000 $      | Terre (ext.)   | Raquel Kops-Jones Abigail Spears        | Sharon Fichman Katalin Marosi                 | 2-6, 6-3, [10-5] | Tableau        |
| 14 | 03-05-2010 | Estoril Open Estoril        | Intern'l       | 220 000 $      | Terre (ext.)   | Sorana Cîrstea Anabel Medina            | Vitalia Diatchenko Aurélie Védy               | 6-1, 7-5         | Tableau        |
| 15 | 25-04-2011 | Estoril Open Estoril        | Intern'l       | 220 000 $      | Terre (ext.)   | Alisa Kleybanova Galina Voskoboeva      | Eléni Daniilídou Michaëlla Krajicek           | 6-4, 6-2         | Tableau        |
| 16 | 30-04-2012 | Estoril Open Estoril        | Intern'l       | 220 000 $      | Terre (ext.)   | Chuang Chia-Jung Zhang Shuai            | Yaroslava Shvedova Galina Voskoboeva          | 4-6, 6-1, [11-9] | Tableau        |
| 17 | 29-04-2013 | Portugal Open Oeiras        | Intern'l       | 235 000 $      | Terre (ext.)   | Chan Hao-Ching Kristina Mladenovic      | Darija Jurak Katalin Marosi                   | 7-63, 6-2        | Tableau        |
| 18 | 28-04-2014 | Portugal Open Oeiras        | Intern'l       | 250 000 $      | Terre (ext.)   | Cara Black Sania Mirza                  | Eva Hrdinová Valeria Solovieva                | 6-4, 6-3         | Tableau        |
|    | 2015-2023  | Pas de tournoi              | Pas de tournoi | Pas de tournoi | Pas de tournoi | Pas de tournoi                          | Pas de tournoi                                | Pas de tournoi   | Pas de tournoi |
| 19 | 15-04-2024 | Oeiras Ladies Open Oeiras   | WTA 125        | 115 000 $      | Terre (ext.)   | Francisca Jorge Matilde Jorge           | Harriet Dart Kristina Mladenovic              | 6-0, 6-4         | Tableau        |
| 20 | 14-04-2025 | Oeiras Ladies Open Oeiras   | WTA 125        | 115 000 $      | Terre (ext.)   | Francisca Jorge Matilde Jorge           | Anastasia Dețiuc Patricia Maria Țig           | 6-1, 6-2         | Tableau        |